# Kyūji
Le Kyūji (旧辞), aussi connu sous les noms Honji (本辞) et Sendai no kuji (先代旧辞), est un ancien texte historique japonais. Son existence est mentionnée dans le Kojiki qui indique avoir été composé à partir de son contenu. On n'en connaît pas de copie.
Selon la préface du Kojiki, l'empereur Tenmu dit : « Ce que j'entends est que le Teiki et le Honji qu'ont créés de nombreuses maisons sont déjà différents de la vérité et contiennent beaucoup d'inexactitudes. Si ces erreurs ne sont pas corrigées maintenant, le sens original sera perdu en quelques années. Ils [les textes] constituent le fondement du système national et la fondation du gouvernement impérial. Aussi, je tiens à examiner attentivement le Teiki et le Kyūji, à supprimer les erreurs et à établir la vérité pour les générations futures,. »
La préface se poursuit en précisant que l'empereur dicte le Teiki et le Kyūji à Hieda no Are, mais que l'empereur meurt avant que ne soit achevé le travail. Celui-ci est repris quelques années plus tard durant le règne de l'impératrice Gemmei : « À ce moment, en regrettant les erreurs et les différences dans le Kyūji, l'impératrice tente d'en corriger les erreurs et les différences et le dix-huitième jour du neuvième mois de la quatrième année de l'ère Wadō (711), elle dit à Yasumaro : “Je vous ordonne de consigner le Kyūji impérial qu'a appris Hieda no Are,.” »

## Contenu
Comme le texte n'existe plus, on n'en connaît réellement très peu de choses. La préface du Kojiki précise que différentes versions existent auprès de chaque clan, et que ces différences ont été corrigées par la lignée impériale. La préface indique également que le Kyūji est l'une des ressources principales de la composition du Kojiki, donc il doit y avoir eu un certain chevauchement entre les deux, et qu'il contient très probablement des récits légendaires.